# Гринвальд, Гленн
Гленн Э́двард Гри́нвальд (англ. Glenn Edward Greenwald; род. 6 марта 1967, Куинс, Нью-Йорк, США) — американский писатель, адвокат и журналист. С августа 2012 года по октябрь 2013 вёл колонку в издании Guardian US, также в 2007—2012 годах вёл колонку в «Salon.com». Помимо этого, писал для «The New York Times», «the Los Angeles Times», «The American Conservative», «The National Interest» и «In These Times». В 2013 году вошёл в список ста мировых мыслителей, составленный журналом «Foreign Policy». Четыре из пяти написанных Гринвальдом книг попали в список бестселлеров по версии «The New York Times». Получил широкую известность в 2013 году, опубликовав в «The Guardian» серию статей о глобальной слежке, материал статей был основан на сведениях, раскрытых Эдвардом Сноуденом.
За статьи, посвящённые деятельности американского Агентства национальной безопасности, был удостоен ряда наград и премий, среди которых были: премия Джорджа Полка, Esso Award for Excellence in Reporting, премия «Pioneer Award» от правозащитной организации «Electronic Frontier Foundation» и другие.
В 2013 году Гленн Гринвальд, совместно с основателем eBay Пьером Омидьяром, объявил о создании First Look Media.

## Биография
Родился в Нью-Йорке. Вскоре после рождения Гленна его семья переехала в город Лодердейл-Лейкс, расположенный в штате Флорида. Окончив школу, Гленн поступил в Университет Джорджа Вашингтона, где изучал философию. Окончил университет в 1990 году со степенью бакалавра гуманитарных наук. Затем поступил в Школу юридических наук Нью-Йоркского университета, где получил учёную степень доктора права. С 2005 года состоял в законном браке с бразильским журналистом и политиком Давидом Мирандой, умершем в мае 2023 года, двое приёмных детей.

## Массовая слежка

### Эдвард Сноуден
Гринвальд и Сноуден впервые вступили в контакт в 2012 году. Эдвард Сноуден анонимно связался с Гринвальдом и заявил, что у него есть документы, которыми он хочет поделиться. Примерно месяцем позже, в январе 2013 года, Сноуден также связался с режиссёром Лорой Пойтрас.
Гринвальд впервые опубликовал документы Сноудена 5 июня 2013 года в британском издании «The Guardian». Это стало началом разоблачения массовой слежки.

## Премии
- 2009 — Izzy Award за независимую журналистику[32]
- 2010 — Online Journalism Award за лучший комментарий[33]
- 2013 — EFF Pioneer Award за раскрытие и анализ разоблачений массовой слежки в 2013 году[34]
- 2013 — премия Джорджа Полка[18]
- 2014 — Geschwister-Scholl-Preis за книгу «Негде спрятаться. Эдвард Сноуден и зоркий глаз Дядюшки Сэма[англ.]»[35]
- 2015 — Siebenpfeiffer-Preis[нем.][36]

## Произведения
- Гленн Гринвальд. Негде спрятаться. Эдвард Сноуден и зоркий глаз Дядюшки Сэма[англ.] = No Place to Hide: Edward Snowden, the NSA, and the U.S. Surveillance State. — СПб.: Питер, 2015. — 4000 экз. — ISBN 978-5-496-01269-0.
- Glenn Greenwald. With Liberty and Justice for Some: How the Law Is Used to Destroy Equality and Protect the Powerful. ISBN-13: 978-1250013835